# Eriovixia mahabaeus
Espèce
Synonymes
- Tukaraneus mahabaeus Barrion & Litsinger, 1995

Eriovixia mahabaeus est une espèce d'araignées aranéomorphes de la famille des Araneidae.

## Distribution
Cette espèce est endémique de Mindanao aux Philippines,.

## Description
Le mâle holotype mesure 7,5 mm.

## Publication originale
- Barrion & Litsinger, 1995 : Riceland Spiders of South and Southeast Asia. CAB International, Wallingford, p. 1-700.